# پیتر میکون
پیتر میکون (انگلیسی: Peter Macon؛ زادهٔ ۱۸ مهٔ ۱۹۸۲) بازیگر، بازیگر تئاتر، بازیگر تلویزیون، صداپیشه و بازیگر سینما اهل ایالات متحده آمریکا بود. وی از سال ۱۹۹۴ میلادی تاکنون مشغول فعالیت بوده‌است.
از فیلم‌ها یا برنامه‌های تلویزیونی که وی در آن نقش داشته‌است می‌توان به اورویل اشاره کرد.
وی همچنین برندهٔ جوایزی همچون جوایز امی شده‌است.